# ラズウェル・ラッド
ラズウェル・ラッド（Roswell Rudd、1935年11月17日 - 2017年12月21日）は、アメリカのジャズ・トロンボーン奏者、作曲家。
彼はさまざまなジャンルのジャズ (大学時代に演奏したディキシーランドを含む) やその他のジャンルの音楽に熟練していたが、主にフリー・ジャズとアヴァンギャルド・ジャズの作品で知られていた。1962年からラッドはサックス奏者のアーチー・シェップと幅広く協力してきた。

## 略歴
ラッドはアメリカ合衆国コネチカット州シャロンで生まれた。ホチキス・スクールに通い、イェール大学を卒業し、そこでラッドが1950年代半ばに参加した学生のディキシーランド・バンド、イーライズ・チョーズン・シックス (Eli's Chosen Six)で演奏した。セクステットは当時の騒々しいトラッド・ジャズ・スタイルを演奏し、コロムビア・レコードからのアルバムを含む2枚のアルバムを録音した。アーチー・シェップ、セシル・テイラー、ジョン・チカイ、スティーヴ・レイシーとの彼のコラボレーションは、コネチカット州で酔っぱらった大学生たちに雑巾がけをしたり踏みつけたりして遊んでいたときに学んだ教訓から生まれた。ラッドは後にバード大学とメイン大学で音楽民族学を教えた。
30年間にわたり断続的に、アラン・ローマックスのワールドミュージック・ソング・スタイル (カントメトリクス) とグローバル・ジュークボックス・プロジェクトを支援した。
1960年代、ラッドはニューヨーク・アート・カルテットや、1964年の映画『ニューヨーク・アイ・アンド・イアー・コントロール』のサウンドトラック、ジャズ・コンポーザーズ・オーケストラによるアルバム『コミュニケーション』、またドン・チェリー、ラリー・コリエル、ファラオ・サンダース、ガトー・バルビエリとのコラボレーションなど、フリー・ジャズのレコーディングに参加していった。ラッドはサックス奏者のシェップとレイシーと生涯にわたる友情を持ち続け、レイシーとともにセロニアス・モンクの音楽を演奏し録音した。
ラッドと彼のプロデューサー兼パートナーであるヴァーナ・ギリスは、2000年と2001年にマリを訪れた。彼のアルバム『MALIcool』（2001年）は、コラ奏者のトゥマニ・ジャバテや他のマリのミュージシャンたちとの異文化コラボレーションによるものである。
2004年、ラッドはマリのトンブクトゥ州エスークで開催された第4回フェスティバル・オ・デザートにトロンボーン・シャウト・バンドを連れて出演した。2005年、彼はさらに活動範囲を広げ、モンゴルとブリヤートの伝統音楽グループであるモンゴル・ブリヤート・バンドとアルバム『Blue Mongol』をレコーディングした。また、アメリカおよび世界中でマスタークラスやワークショップを開催した。
ラッドは2017年12月21日、ニューヨーク州カーホンクソンの自宅で前立腺がんのため亡くなった。彼のアーカイブはウースター工科大学に寄贈されている。

## 受賞歴
- ノミネート: グラミー賞最優秀男性ボーカル・パフォーマンス賞および最優秀ジャズ・インストゥルメンタル・アルバム賞『モンクス・ドリーム』(1999年)
- トロンボーン・オブ・ザ・イヤー、ジャズ・ジャーナリスト協会 (2003年–2005年、2009年–2010年)[11][12][13][14][15]
- 最優秀トロンボーン奏者、『ダウン・ビート』誌批評家投票 (2010年)[16]

## ディスコグラフィ

### リーダー・アルバム
- 『エヴリホエア』 - Everywhere (1967年、Impulse!) ※ミックスされた一部としてもリリースされた
- 『ラズウェル・ラッド＝ジョン・チカイ』 - Roswell Rudd (1971年、America)
- 『ニューマチック・スイング・バンド』 - Numatik Swing Band (1973年、JCOA) ※ライブ with ジャズ・コンポーザーズ・オーケストラ
- 『フレキシブル・フライヤー』 - Flexible Flyer (1975年、Freedom) ※ライブ
- 『インサイド・ジョブ』 - Inside Job (1976年、Freedom) ※ライブ
- Maine (1976年、Bvhaast) ※with ハンス・ダルファー、アリエン・ゴーター、マルティン・ファン・ドゥインホーフェン
- Sharing (1978年、Dischi Della Quercia) ※with ジョルジョ・ガスリーニ
- 『ブラウン・ボーン』 - Blown Bone (1979年、Philips / Emanem) ※with スティーヴ・レイシー、シーラ・ジョーダン
- The Definitive Roswell Rudd (1979年、Horo) ※ラッドが全楽器を演奏
- Regeneration (1983年、Soul Note) ※with スティーヴ・レイシー、ミシャ・メンゲルベルク、ケント・カーター、ハン・ベニンク
- The Unheard Herbie Nichols, Vol. 1 (1997年、CIMP)
- The Unheard Herbie Nichols, Vol. 2 (1997年、CIMP)
- 『モンクス・ドリーム』 - Monk's Dream (2000年、Verve)
- Broad Strokes (2000年、Knitting Factory)
- Eventuality: The Charlie Kohlhase Quintet Plays the Music of Roswell Rudd (2000年、Nada)
- 『ウィ・アー・ザ・ブルース』 - Live in New York (2001年、Verve) ※ライブ with アーチー・シェップ
- Malicool (2002年、Sunnyside) ※with トゥマニ・ジャバテ
- Blue Mongol (2005年、Sunnyside)
- Airwalkers (2006年、Clean Feed) ※with マーク・ドレッサー
- El Espíritu Jíbaro (2007年、Sunnyside) ※with ヨーモ・トーロ
- Keep Your Heart Right (2008年、Sunnyside)
- El Encuentro (2008年、Mojito) ※with デヴィッド・オクゥエンド
- Trombone Tribe (2009年、Sunnyside)
- The Incredible Honk (2011年、Sunnyside)
- Trombone for Lovers (2013年、Sunnyside)
- Strength & Power (2016年、RareNoise)
- August Love Song (2016年、Red House) ※with ヘザー・マッセ
- Embrace (2017年、RareNoise)
- Roswell Rudd & Duck Baker: Live (2021年、Dot Time) ※2002年-2004年ライブ with ダック・ベイカー

### イーライズ・チョーズン・シックス (イェ―ル大学のディキシーランド・バンド)
- College Jazz: Dixieland (1957年、Columbia)
- Ivy League Jazz (1957年、Golden Crest)

### ニューヨーク・アート・カルテット
- 『ニューヨーク・アート・カルテット』 - New York Art Quartet (1965年、ESP-Disk)
- 『モホーク』 - Mohawk (1965年、Fontana)
- 『35thリユニオン』 - 35th Reunion (2000年、DIW)
- Old Stuff (2010年、Cuneiform)
- Call It Art (2013年、Triple Point) ※156ページのコーヒーテーブル・ブック付き、未発表曲収録の限定版5枚組LPボックス・セット(約4時間収録)

### 参加アルバム
カーラ・ブレイ
- 『エスカレーター・オーヴァー・ザ・ヒル』 - Escalator Over The Hill (1971年、JCOA)
- 『ディナー・ミュージック』 - Dinner Music (1977年、Watt)
- 『ヨーロピアン・ツアー 1977』 - European Tour 1977 (1978年、Watt)
- 『ミュジーク・メカニーク』 - Musique Mecanique (1979年、Watt)

エルトン・ディーン
- Rumors of an Incident (1996年、Slam)
- Newsense (1997年、Slam)

アーチー・シェップ
- 『フォア・フォー・トレーン』 - Four for Trane (1964年、Impulse!)
- Archie Shepp Live in San Francisco (1966年、Impulse!)
- 『ママ・トゥー・タイト』 - Mama Too Tight (1967年、Impulse!)
- Life at the Donaueschingen Music Festival (1968年、SABA)

その他
- ブエル・ネイドリンガー&セシル・テイラー : 『ニューヨーク・シティ R&B』 - New York City R&B (1961年、Mosaic)
- ギル・エヴァンス : 『イントゥ・ザ・ホット』 - Into the Hot (1962年、Impulse!)
- スティーヴ・レイシー、デニス・チャールズ、ヘンリー・グライムス : 『スクールデイズ』 - School Days (1963年、Hathut)
- ロビン・ケニヤッタ : 『アンティル』 - Until (1966年、Atlantic)
- ドン・チェリー、アルバート・アイラー、ジョン・チカイ&ゲイリー・ピーコック : 『ニューヨーク・アイ・アンド・イアー・コントロール』 - New York Eye and Ear Control (1967年、ESP-Disk)
- マイケル・マントラー : 『ジャズ・コンポーザーズ・オーケストラ』 - The Jazz Composer's Orchestra (1968年、JCOA)
- ガトー・バルビエリ : 『第三世界』 - The Third World (1969年、Flying Dutchman)
- チャーリー・ヘイデン : 『リヴェレイション・ミュージック・オーケストラ』 - Liberation Music Orchestra (1971年、Impulse!)
- マルチェロ・メリス&ドン・モイエ : Village on the Left (1974年、Soul Note)
- スティーヴ・レイシー、ビーヴァー・ハリス、ケント・カーター : 『トリックレス』 - Trickles (1975年、Soul Note)
- マルチェロ・メリス、エンリコ・ラヴァ、ドン・モイエ、グルッポ・ルバヌ : The New Village on the Left (1977年、Black Saint)
- エンリコ・ラヴァ、J・F・ジェニークラーク、アルド・ロマーノ : 『ラウンド・アバウト・ミッドナイト』 - Enrico Rava Quartet (1978年、ECM)
- サンギータ、ラシッド・アリ、エディ・ゴメス、アーチー・シェップ : Divine Song (1979年、Sunjump)
- Various Artists : 『インタープリテイションズ・オブ・モンク』 - Interpretations of Monk (1981年、DIW)
- ハル・ウィルナー : 『セロニアス・モンクに捧ぐ』 - That's the Way I Feel Now: A tribute to Thelonious Monk (1984年、A&M)
- ポール・ハインズ : 『ダーン・イット』 - Darn it (1992年、American Clave)
- アレン・ロウ : Dark Was the Night - Cold Was The Ground (1994年、Music & Arts)
- NRBQ & テリー・アダムス : Wild Weekend (1995年、Virgin)
- アレン・ロウ : Woyzeck's Death (1995年、Enja)
- キース・ティペット : Bladik (1996年、Cuneiform)
- NRBQ & テリー・アダムス : Terrible (1996年、New World)
- ネクサス・オーケストラ : Seize the Time (2002年、Splasch)
- セックス・モブ : 『ダイム・グラインド・パレス』 - Dime Grind Palace (2003年、Ropeadope)
- Various Artists : The Harry Smith Project (2006年、Shout! Factory) ※with ソニック・ユース
- マイケル・マントラー : Concertos (2008年、ECM)
- セカンド・アプローチ・トリオ : The Light (2009年、Solyd)